# Ruurd Leegstra
Ruurd Gerbens Leegstra, nizozemski veslač, * 29. junij 1877, Wonokesoemo, Nizozemska vzhodna Indija, † 17. januar 1933, Utrecht.
Leegstra je veslal za veslaški klub Minerva Amsterdam. Na Poletnih olimpijskih igrah 1900 v Parizu je  v osmercu osvojil bronasto medaljo.